# The Temptation of Rodney Vane
The Temptation of Rodney Vane è un cortometraggio muto del 1911 diretto da George Melford. Prodotto dalla Kalem Company e interpretato da Carlyle Blackwell e Alice Joyce, il film uscì nelle sale statunitensi il 24 novembre 1911.

## Trama
Trama su Stanford.edu

## Produzione
Prodotto dalla Kalem Company

## Distribuzione
Distribuito dalla General Film Company, il film - un cortometraggio in una bobina - uscì nelle sale statunitensi il 24 novembre 1911.